# Kärla
Kärla (em estoniano:  Kärla vald) é um município rural estoniano localizado na região de Saaremaa.